# Suta punctata
Suta punctata är en ormart som beskrevs av Boulenger 1896. Suta punctata ingår i släktet Suta och familjen giftsnokar och underfamiljen havsormar. Inga underarter finns listade i Catalogue of Life.
Arten förekommer med två från varandra skilda populationer i norra och nordvästra Australien. Habitatet utgörs främst av gräsmarker och dessutom besöks savanner samt öknar. Honor lägger inga ägg utan föder levande ungar.
I några delar av utbredningsområdet introducerades den giftiga agapaddan och några exemplar dör när de försöker äta paddan. Andra hot är inte kända. IUCN listar arten som livskraftig (LC).